# Seconda Convenzione di Ginevra

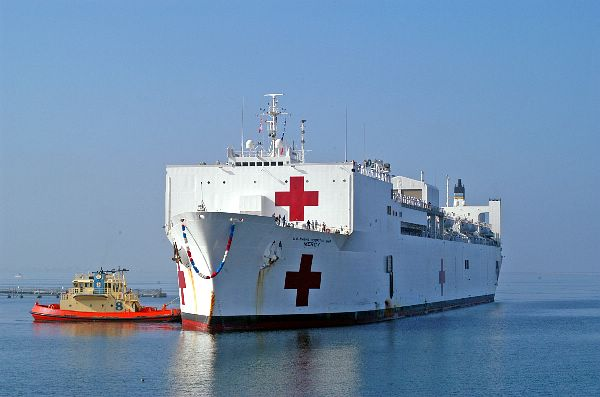
La nave ospedale di ritorno a San Diego dopo 5 mesi di missione umanitaria nel sud-est asiatico.

La Seconda Convenzione di Ginevra è l'estensione degli stessi principi della prima convenzione su aree marittime.
Viene ribadito l'obbligo del rispetto e della protezione dei militari feriti, malati o naufraghi facendo uso delle navi ospedale (con compito di soccorrere, curare e trasportare) e delle Unità costiere di salvataggio.
Le navi ospedale devono avere croci rosse a fondo bianco per farsi riconoscere e non essere attaccate ma difese.
Ci sono anche gli aeromobili che vengono usati esclusivamente per lo sgombero dei feriti, malati o naufraghi e devono avere accanto ai colori nazionali dipinte croci rosse a fondo bianco.